# Institut für Ressourcen in Psychiatrie und Psychotherapie
Das Institut für Ressourcen in Psychiatrie und Psychotherapie (RPP Institut GmbH, ehemals: Institut für Religiosität in Psychiatrie und Psychotherapie) ist ein privates Unternehmen mit Sitz in Wien. Es möchte nach eigenen Angaben Psychiatrie, Psychologie und Psychotherapie in einen Dialog mit Philosophie, Theologie und Religionswissenschaft bringen und veranstaltet hierzu Kongresse mit Vorträgen und bietet kostenpflichtige Online-Kurse an.

## Organisation
Das RPP ist 2009 aus der gleichnamigen, 2007 in Graz gestarteten Kongressreihe hervorgegangen. Die Gründer sind der Psychiater Raphael M. Bonelli, der 2020 verstorbene Psychoanalytiker Walter Pieringer und der ebenfalls 2020 verstorbene Theologe Bernd Oberndorfer. 2009 wurde Rafael Bonelli Direktor des Instituts des RPP. Seit Oktober 2020 firmiert es als RPP Institut GmbH. Alleinvertretungsberechtigter Geschäftsführer ist Stefan Lakonig, der mit 24 % Anteil, Thomas Breit mit 24 %, Raphael Bonelli mit 28 % und Viktoria Bonelli mit 24 % an der GmbH beteiligt ist.

## Tätigkeit
Das Institut widmet sich in Veranstaltungen und E-Learning-Kursen nach eigenen Angaben dem Phänomen Religiosität in Zusammenhang mit der menschlichen Psyche „aus wissenschaftlicher Sicht“. Auch auf sozialen Netzwerken ist das Institut vertreten. Neben Instagram werden auf dessen YouTube-Kanal regelmäßig neue Videos zu Themen von unterschiedlichen Vortragenden gestellt. Der YouTube-Kanal hatte 2021 etwa 86.000 Abonnenten.
Das RPP Institut hat nach eigenen Angaben keine bestimmte religiöse oder weltanschauliche Ausrichtung. Hans Demmel und Friedrich Küppersbusch bezweifeln die behauptete „Werteneutralität“ des Institutes. Sie verweisen auf den Mitgründer Bonelli, der den YouTube-Kanal des Institutes nutzt, „um gegen Feminismus, die «Genderideologie» und die «Abtreibungslobby» zu wettern“. Das RPP Institut mache sich zudem für die in Deutschland und Österreich verbotene Konversionstherapie stark.

## Kritik
Im Vorfeld der Gründung des Instituts fand unter dem Motto „Psychiatrie, Psychologie, Psychotherapie im Dialog mit Religionswissenschaft, Philosophie & Theologie“ vom 11. bis 13. Oktober 2007 in Graz ein Kongress statt. Die Österreichische Gesellschaft für Psychiatrie und Psychotherapie (ÖGPP) übernahm nach Bedenken wegen eines umstrittenen Referenten die Patronanz. Kongresspräsident war Raphael Bonelli.
Der Kongress umfasste 100 Beiträge von 140 Vortragenden. Der evangelische Superintendent Hermann Miklas konstatierte eine traditionelle Zurückhaltung vieler Gläubigen gegenüber der Psychotherapie und umgekehrt eine kritische Haltung psychotherapeutischer Strömungen gegenüber den Religionen. Therapeuten müssten gesunde Formen der Religiosität von kranken und krankmachenden unterscheiden können. Öffentlich beachtet wurde der Workshop „Kirche und Pädophilie“, bei dem der katholische Weihbischof Andreas Laun mit dem Psychiater Peter Hofmann diskutierte, wobei Hofmann äußerte: „Die Hälfte der betroffenen Kinder kann mit pädophilen Übergriffen gut umgehen. Sie ordnen sie in ihre Biographie ein und bekommen keine posttraumatische Belastungsstörung.“ Der grüne Politiker und Justizsprecher Albert Steinhauser nannte Hofmanns Äußerung, der 2011 als Gutachter für Missbrauchsopfer der katholischen Kirche arbeitete, „skandalös“.
Für Kritik bei Fachwissenschaftlern sorgte eine Diskussion über die Praxis des Exorzismus und der Workshop „Gibt es Besessenheit jenseits der Psychose?“ In einer Vorankündigung wurde behauptet, wenn ein Patient nicht auf Therapie anspreche, könne dies „übernatürliche Ursachen“ haben, zum Beispiel „dämonische Angriffe“. Der Psychiater und damalige Vorstand der Universitätsklinik für Psychiatrie in Innsbruck, Hartmann Hinterhuber, der diese Praxis kritisiert, wurde dem Theologen und Exorzisten Larry Hogan gegenübergestellt.
Der Referent Markus Hoffmann, Leiter der evangelikalen Gruppe Wuestenstrom, laut dem Mannheimer Verhaltenstherapeuten Christof Wagner in Spiegel Online ein Vertreter der sogenannten „Konversionstherapie“ bei Homosexualität, auch „Schwulenheilung“ genannt, zog seinen Beitrag zum Kongress zurück, nachdem Professoren empörte Briefe geschrieben und sowohl die Fachgesellschaft ÖGPP (Österreichische Gesellschaft für Psychiatrie, Psychotherapie und Psychosomatik) als auch der Landeshauptmann der Steiermark Franz Voves einen Rückzug von der Veranstaltung angekündigt hatten, sollte Hoffmann dort auftreten.
In Kooperation mit der Sigmund Freud Privatuniversität Wien (SFU) veranstaltete das RPP 2015 einen dreitägigen Kongress mit Wissenschaftlern aus sieben Ländern – darunter der österreichische Psychiater Raphael Bonelli, Fraser Watts von der Cambridge University in England und Sayyed Mohsen Fatemi von der Harvard University in den USA. Bei der Tagung trat Christof Gaspari auf, der in seiner Zeitschrift Vision 2000 vor der Homo-Ehe, dem Feminismus und der „Abtreibungslobby“ warnte. Er sprach vom „konservativ-katholischen Sündenbock "Genderideologie"“ und übte Kritik an der Berufstätigkeit von Frauen. Alfred Pritz, der Rektor der Sigmund Freud Privatuniversität, teilte 2020 mit, Bonelli sei dort inzwischen „inaktiv“ und man müsse seinen dortigen Eintrag „eigentlich rausnehmen“. Das ist offensichtlich inzwischen geschehen, die Personensuche der Website des Instituts wirft keine Treffer für Bonelli mehr aus (Stand: 2022).